# Arquedio
Arquedio (en griego, Ἀρχήδιον, Archédion), en la mitología griega, fue un príncipe de Arcadia hijo del rey Tegeates de Tegea y de Mera, hija del titán Atlas. Tras la muerte de su hermano Escefro a manos de Leimón, otro hermano, se dicen que todos los hijos de Tegeates supervivientes emigraron voluntariamente a Creta: Cidón, Arquedio y Gortis. Dicen que por estos recibieron su nombre las ciudades de Cidonia, Gortina y una tal Catreo. Los cretenses no están de acuerdo con los tegeatas y dicen que Catreo era hijo de Minos. La ciudad cretense de Catreo, aparte de Pausanias, sólo está atestiguada en Esteban de Bizancio.